# Багаєв Сергій Йосипович
Сергій Йосипович Багаєв (нар. 5 липня 1902, місто Катеринослав, тепер Дніпро — жовтень 1977, місто Москва, Російська Федерація) — радянський діяч, залізничник, 1-й заступник народного комісара (міністра) шляхів сполучення СРСР, генерал-майор. Депутат Верховної ради Російської РФСР 1—2-го скликань. Кандидат у члени ЦК ВКП(б) у 1939—1952 роках. 

## Життєпис
З 1919 по 1920 рік служив у Червоній армії.
Член РКП(б) з 1920 року.
Працював на залізниці.
У 1939—1941 роках — 1-й заступник народного комісара шляхів сполучення СРСР.
У 1941—1942 роках — член Військової ради Ленінградського фронту.
У 1942—1944 роках — заступник народного комісара шляхів сполучення СРСР.
У 1944—1947 роках — начальник Свердловської залізниці.
У 1947—1953 роках — начальник Центрального округу залізниць; начальник Московсько-Рязанської залізниці.
У 1953—1954 роках — завідувач відділу залізничного транспорту Ради міністрів СРСР.
У 1954—1955 роках — заступник голови Бюро Ради міністрів СРСР по транспорту і зв'язку.
У 1955—1957 роках — 1-й заступник міністра шляхів сполучення СРСР.
У 1957—1959 роках — заступник міністра шляхів сполучення СРСР.
З 1959 року — персональний пенсіонер у місті Москві.
Помер у жовтні 1977 року в Москві.

## Військове звання
- інженер-майор
- генерал-майор

## Нагороди
- орден Леніна (29.07.1945)
- орден Вітчизняної війни ІІ ст.
- два ордени Трудового Червоного Прапора
- медалі